# M80 Zolja
M80 Zolja (srbsko Зоља; »osa«) je 64-milimetrski prenosni protitankovski raketomet za enkratno uporabo, razvit v nekdanji Jugoslaviji. Raketomet M80 Zolja še vedno proizvajajo v Srbiji in v Severni Makedoniji.

## Opis
Raketomet M80 Zolja je izdelan iz lahkega in močnega kompozitnega materiala sestavljenega iz plastike ojačane s steklenimi vlakni. Namenjen je posamezniku pri delovanju proti oklepnim bojnim vozilom ali utrdbam.
Je netrzajno orožje za enkratno uporabo, zanj je značilna preprosta uporaba in majhna teža. Raketa in lanser sta združena v istem ohišju. Raketomet je zelo podoben ameriškemu M72 LAW, tako po videzu kot tudi po delovanju.

### Lanser
Lanser je teleskopski, kar omogoča lažji transport. Sestavljen je iz sprednje in zadnje cevi , ki sta izdelani iz fiberglasa, sprožilnega mehanizma, sprednjega in zadnjega merka, jermena za prenašanje, sprednjega in zadnjega zaščitnega pokrova .

### Raketa
64 mm protitankovska raketa se nahaja v zadnjem delu raketometa. Raketne je sestavljena iz eksplozivne bojne glave, stabilizatorja in trdnega raketnega goriva.
Bojna glava M80 lahko prebije 300 mm trdega jekla pod kotom 90 stopinj. Bojna glava je lahko opremljena s piezoelektričnim mehanizmom, ki ob udarcu sproži eksploziv v bojni glavi. V raketi je tudi mehanizem za samouničenje, ki raketo uniči po 4 do 6 sekundah letenja, če ta ne zadane cilja. Raketo gorivo izgori, ko je raketa še v cevi, pri tem raketa doseže hitrost 190 m/s. Ta hitrost zagotavlja, da lahko raketa zadane tarčo velikosti 2,5 metra na razdalji 240 m.

## Delovanje
Lanser se drži v obeh rokah. Uporabnik na obeh koncih cevi odstrani zaščitne pokrove, nato zložljivi cevi sunkovito potegne narazen, da se zaskočita. Uporabnik nato zavzame položaj za streljanje. Pri tem mora paziti, da za njim ni oseb in objektov, ki bi jih lahko izpušni plini rakete poškodovali. Dvigne zložljive merke, nato pa izstreli raketo s stiskom na sprožilec. Po uporabi prazno cev odvrže.

## Uporaba
M80 se je veliko uporabljal v jugoslovanskih vojnah in makedonski državljanski vojni. Veliko raketometov je končalo v civilnih rokah in so bili uporabljeni v več nasilnih incidentih. Orožje je uporabljal tudi organiziran kriminal; en tak incident se je zgodil novembra 1999 pri atentatu v centru Zagreba, ko se je izstrelek odbil od oklepnega avtomobila in ubil naključnega mimoidočega. Člani Zemunskega klana so razmišljali, da bi M80 uporabili za napad na nekdanjega srbskega predsednik vlade Zorana Đinđića.

## Specifikacije

### Lanser
- Dolžina:
  - Razširjeno: za 1.200 mm.
  - Zaprto: 800 mm.
- Teža:
  - Z raketo: 3 kg.
  - Brez raketa: 1,58 kg.
- Sprožilni mehanizem: perkusijski.
- Spredaj pogled: križ.
- Zadnji pogled: diopter.

### Raketa
- Kaliber: 64 mm
- Dolžina: 664 mm
- Teža: 1,42 kg
- Muzzle velocity: 190 m/s
- Minimalni doseg (boj): 10 m
- Največji doseg: 1.280 m (3.300 ft)
- Prodiranje: 300 mm

### Največji učinkoviti doseg
- Nepremični cilj: 220 m

## Uporabniki

### Trenutni uporabniki
- Bosna in Hercegovina
- Indonezija[8]
- Kosovo
- Makedonija - ohišje raketometa izdeluje Eurokompozit Prilep, raketo izdeluje Sloboda Čačak[2]
- Črna Gora
- Srbija
- Singapur

### Nekdanji uporabniki
- Hrvaška - umaknjen iz uporabe, nadomestili s švedskim AT4.
- Slovenija - umaknjen iz uporabe, nadomestili z nemškim  MATADOR.
- Jugoslavija - prenesen na naslednice.